# Vroubenka americká
Vroubenka americká (Leptoglossus occidentalis) je ploštice z čeledi vroubenkovitých, která se živí vysáváním semen jehličnatých stromů. Vyskytuje se hojně v Severní Americe, ale v roce 1999 se objevila v severní Itálii a od roku 2007 se šíří i v Česku.

## Výskyt ve světě
Vroubenka se hojně vyskytuje hlavně v Severní Americe, kde se přemnožuje a hromadně vniká do lidských obydlí. První doložený nález tohoto druhu ploštice v České republice byl v říjnu 2006 v areálu Mendelovy zemědělské a lesnické univerzity v Brně. Z důvodu velkého počtu jehličnatých stromů se během 1 roku vroubenka rozšířila po celém Brně. Od roku 2010 jsou dokumentovány nálezy nejen z Jižní Moravy a Polabí, ale již z většiny území České republiky.

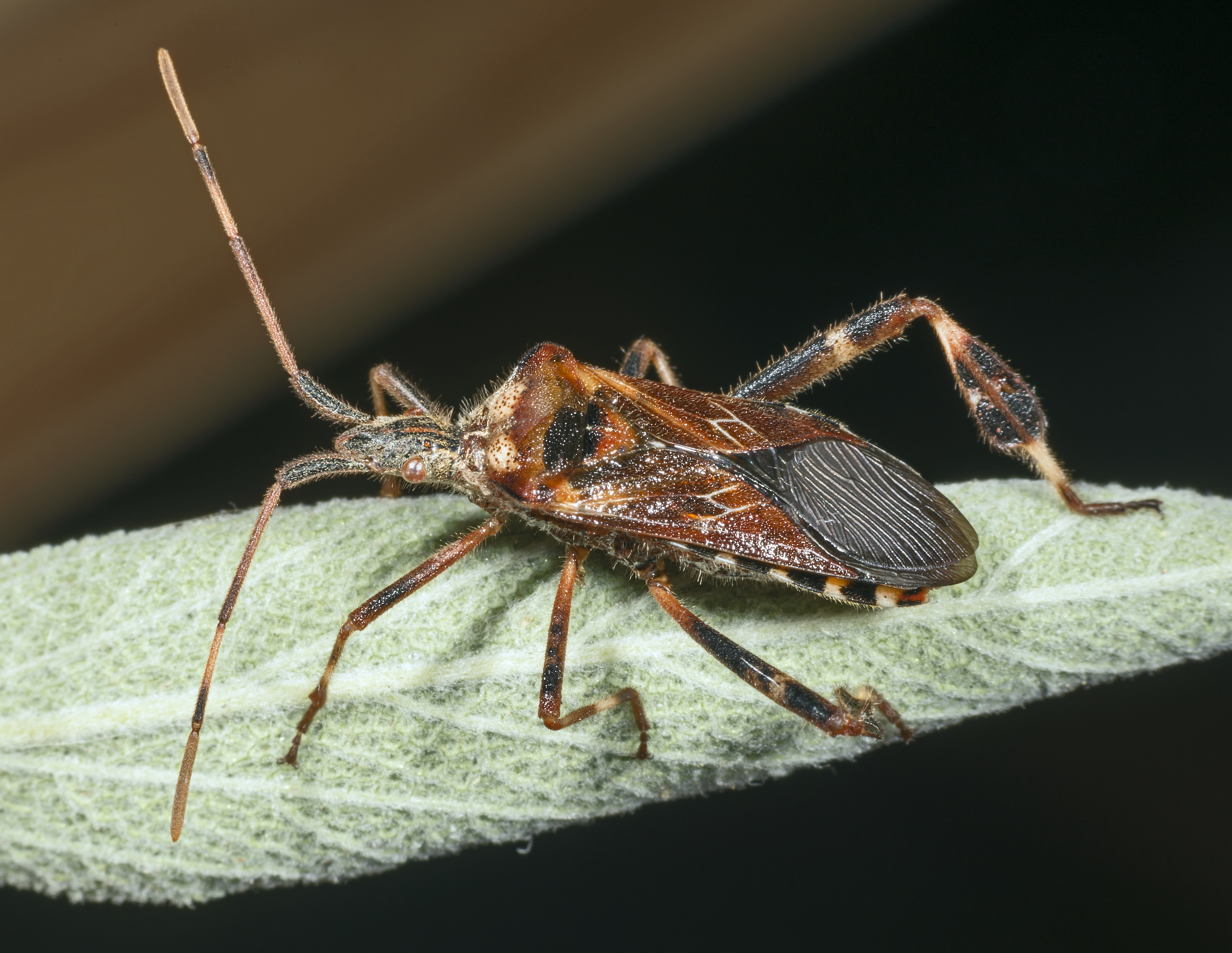
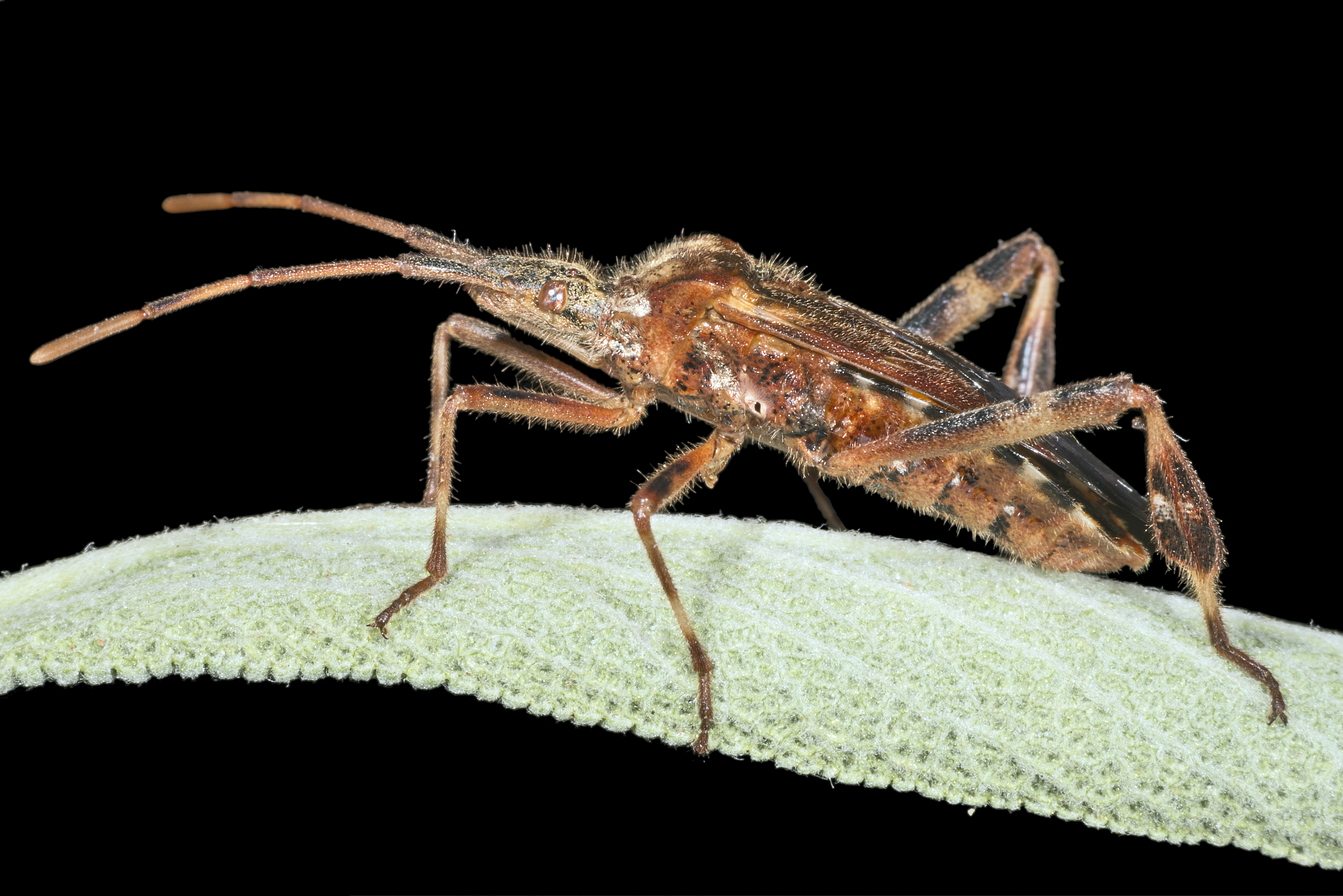
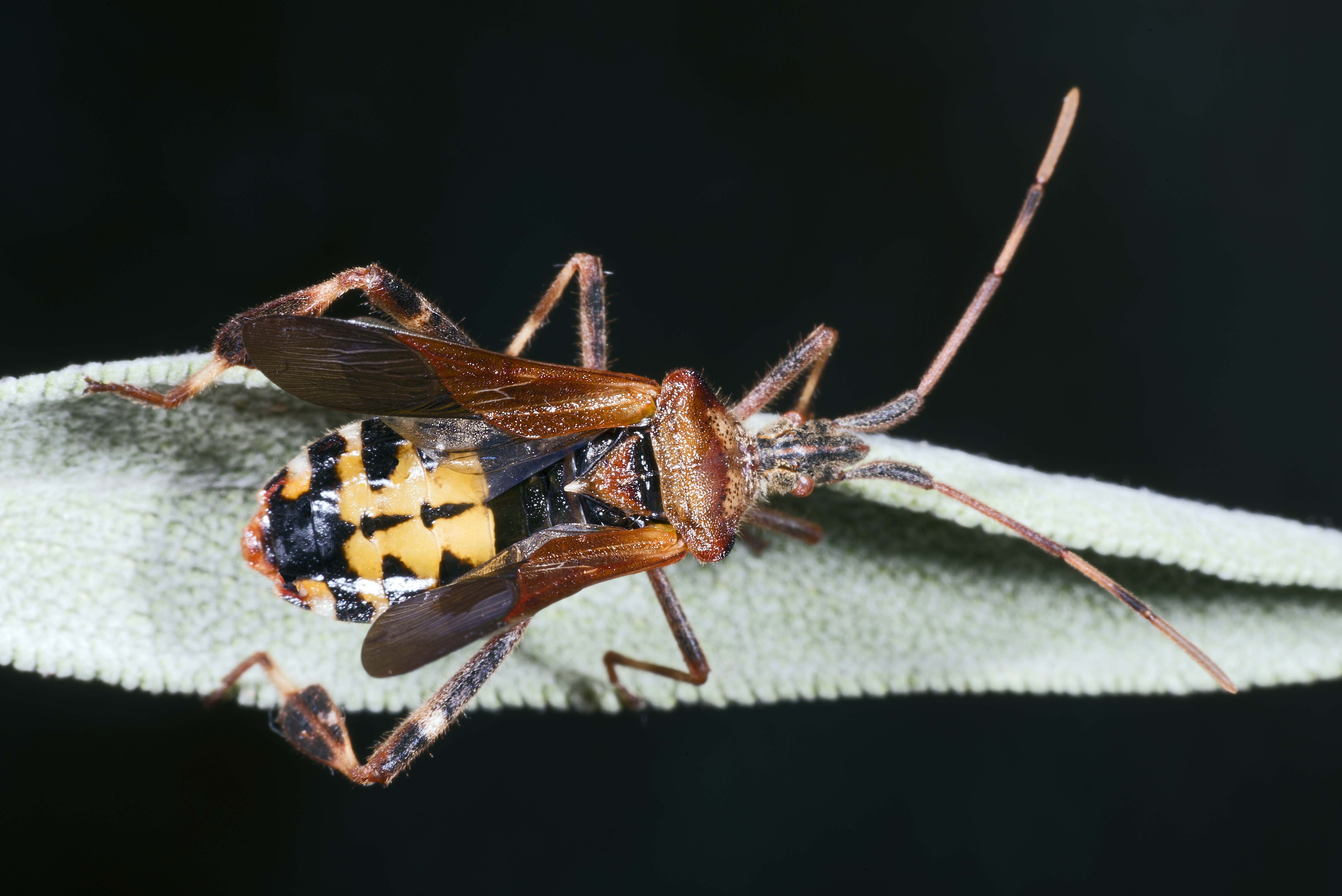

## Potrava a prostředí
Vroubenka se živí vysáváním semen jehličnatých stromů (hlavně douglaska), ve své původní domovině (západní Kanada) je považována za škůdce borovic. V Evropě zatím není známo, že by jehličnatým stromům nějak škodila. Tato ploštice je zvyklá ze studené Kanady odolávat velkému mrazu, schovává se v puklinách nebo škvírách, a když vyjde slunce, přiletí na svislou plochu, nejčastěji vysokého domu, a ohřívá se. Před zimou se často schovává i do lidských příbytků, kde při obraně vylučuje jako většina ploštic páchnoucí sekret.